# Sagomilz
Der Begriff Sagomilz beschreibt eine pathologisch veränderte Milz, die makroskopisch an Sago, ein Produkt aus granulierter Stärke, erinnert.
Eine Sagomilz ist Ausdruck einer fokalen Amyloidose der Milzfollikel, wobei dort extrazellulär Glykoproteine in Filamentstruktur und beta-Faltblattlagerung abgelagert werden. Diese Proteine sind meistens vom AA-Typ und haben chronische Entzündungen aller Art zur Ursache.

## Abgrenzung
Es wird zwischen systemischen und lokalisierten Amyloidosen unterschieden. Bei den typischen generalisierten Amyloidosen kann die Milz in zwei Formen befallen sein, entweder mit Amyloidablagerungen im Bereich der Follikel oder mit Ablagerungen diffus in der roten Pulpa (Parenchym der Milz). Nach ihrem makroskopischen Aspekt nennt man erstere Sagomilz, letztere Schinkenmilz.